# Rubus puberulus
Rubus puberulus är en rosväxtart som beskrevs av Meierott. Rubus puberulus ingår i släktet rubusar, och familjen rosväxter. Inga underarter finns listade i Catalogue of Life.